# 2MASS J09490860-1545485
2MASS J09490860-1545485 ist ein Brauner Zwerg im Sternbild Wasserschlange. Er wurde 2005 von Christopher G. Tinney et al. entdeckt. Er gehört der Spektralklasse T2 an; seine Oberflächentemperatur beträgt 800 bis 1300 Kelvin. Wie bei anderen Braunen Zwergen der Spektralklasse T dominiert auch in seinem Spektrum Methan. Seine Position verschiebt sich aufgrund seiner Eigenbewegung jährlich um 0,1 Bogensekunden.